# Triacetato
El triacetato (también llamado triacetato de celulosa) es un polímero termoplástico que se utiliza en una amplia variedad de aplicaciones industriales y de consumo. Es un tipo de acetato de celulosa que se produce mediante la reacción de la celulosa con ácido acético y anhídrido acético. El resultado es un material transparente y resistente al agua que se puede moldear en una variedad de formas.